# Сфынту-Георге (коммуна, Яломица)
Сфынту-Георге (рум. Sfântu Gheorghe) — коммуна в южной Румынии, жудец Яломица в составе Южного региона развития Румынии.
В состав коммуны входят три деревни: Бутою, Малу и Сфынту-Георге.
Расположена в Валахии исторической области Мунтения на реке Яломица в центре жудеца.
Население по состоянию на 2011 год — 2038 жителей. Площадь — 71,27 км². Плотность — 30 чел/ км².